# Agenor Lafayette de Roure

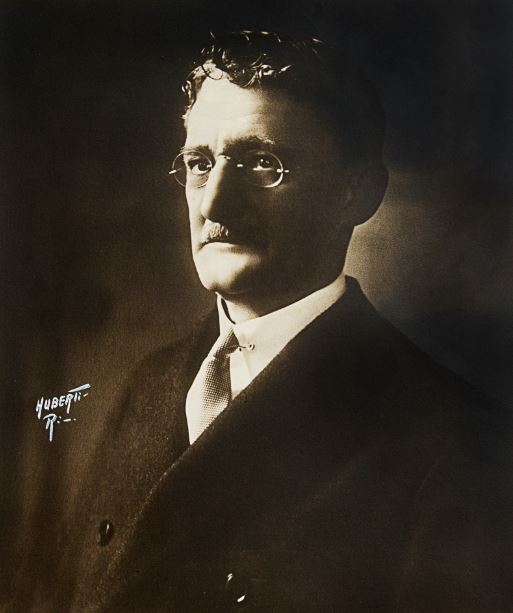
Agenor Lafayette de Roure

Agenor Lafayette de Roure (* 28. Februar 1870 in Nova Friburgo; † 17. März 1935 in Petrópolis) war ein brasilianischer Journalist und Politiker, der die Positionen eines Stabschefs,  Finanzministers und Leiters des Bundesrechnungshofs Brasiliens innehatte.

## Leben
Roure wurde in der Provinz Rio de Janeiro als Sohn der aus der Schweiz stammenden Eltern Ernesto de Roure, einem Landbesitzer (fazendeiro), und der Angelina Lafayette de Roure geboren. Nach der Schulzeit ging er nach Rio de Janeiro, um zunächst eine Ausbildung in Zahnheilkunde zu absolvieren, übte aber diesen Beruf nicht aus. Er widmete sich dem Journalismus und arbeitete für das Jornal do Brasil, die Gazeta de Notícias, A Notícia, O Paiz, die Tribuna und das Jornal do Comércio, dessen parlamentarischer Redakteur er bis 1919 war. Zwischendurch war er der Redakteur der Debatten im Bundessenat (1893) und der Abgeordnetenkammer (1894).
1917 wurde er Mitglied des Instituto Histórico e Geográfico Brasileiro (IHGB) und 1924 Ehrenmitglied.

## Politische Laufbahn
Die Biografien sprechen davon, dass sich Roure nicht als Politiker verstand, dennoch nahm er wichtige Positionen zum Ende der Alten Republik (Erste Republik) ein, die in Brasilien die Zeit von der Abschaffung der Monarchie bis zur Machtübernahme Getúlio Vargas  (1889–1930) umfasste.
Eng verbunden war er mit dem Präsidenten Epitácio Pessia, der ihn auf Empfehlung von Tobias do Rego Monteiro in das Sekretariat der Präsidentschaft aufnahm und zu seinem Stabschef machte. Als Pessoa die Regierung verließ, wurde Roure am 6. November 1922 an den Bundesrechnungshof berufen, dem er später auch präsidierte.
Unter dem Triumvirat von João de Deus Mena Barreto, Isaías de Noronha und Augusto Tasso Fragoso, die die Provisorische Regierungsjunta von 1930 bildeten (portugiesisch Junta Governativa Provisória de 1930 oder Junta Pacificadora) und die als Erste Militärjunta gezählt wird, wurde er vom 25. Oktober 1930 bis 4. November 1930 Finanzminister. Das Amt wurde von José Maria Whitaker übernommen. Roure übernahm stattdessen von 1931 bis 1934 das Amt als Präsident des Bundesrechnungshofs TCU (portugiesisch Tribunal de Contas da União).
Im Oktober 1934 zog er sich krankheitsbedingt als Minister des TCU zurück und ließ sich in Petrópolis nieder, wo er am 17. März 1935 starb.

## Schriften
- Concurso literário. 1894 (Erzählungen).
- Formação constitucional do Brasil. 1914.
- Formação do direito orçamentário brasileiro. 1916.
- A Constituinte republicana. 2 Bände. 1918–1920. Nachdruck 1979.
- Epitácio Pessoa no juízo de seus contemporâneos. 1925.
- Orçamento: comentários ao Código de Contabilidade. 1926.